# Ordonnance de Louppy-le-Châtel
Par l’ordonnance de Louppy le Châtel du 26 mai 1445, Charles VII réorganise ses troupes. La création des compagnies d'ordonnance va permettre de prendre un avantage militaire décisif sur les Anglais et va conduire à la victoire finale des Français dans la guerre de Cent Ans.

## Historique
En 1444, la trêve de Tours est conclue entre les deux camps. Charles VII la met à profit et réorganise son armée de manière à pouvoir vaincre les Anglais. Il obtient progressivement des États de la langue d'oïl (1438 et 1443) puis d'oc (1439) la possibilité de reconduire les aides sans réunir les États annuellement : c'est l'instauration de la permanence de l'impôt.
Il a alors les moyens d'entretenir une armée permanente et d'éviter que les mercenaires démobilisés ne se livrent au pillage. Il envoie le dauphin Louis à la tête de plus de 20 000 écorcheurs combattre les cantons suisses révoltés contre le duc d'Autriche. Cela lui permet de tester ses hommes et de se débarrasser des éléments douteux ou mal équipés. Beaucoup de routiers périssent face aux Suisses et aux Alsaciens. Il renvoie ensuite un grand nombre d'éléments indésirables dans leur pays d'origine (en particulier en Espagne) ou les recycle dans l'administration, les disperse par petits groupes leur ayant accordé des lettres de rémission. Il ne retient à son service que la moitié environ des combattants.
Par l'ordonnance de Louppy-le-Châtel de 1445, il les organise en lances : unité de base où les compétences de chacun se complètent. Chacune est constituée d'un homme d'armes accompagné de deux archers à cheval, d'un coutilier (armé d'une épée et d'une longue dague), d'un page et d'un valet (ces derniers ne combattant pas en règle générale). Cent lances forment une compagnie. Les 15 compagnies totalisent 9 000 hommes, dont 6 000 combattants qui forment la grande ordonnance,. Une garde écossaise permanente est aussi constituée.